# Buhl Building
El Buhl Building es un rascacielos terminado en 1925 y ubicado en el Downtown de Detroit, Míchigan. Fue diseñado por el arquitecto Wirt C. Rowland en estilo neogótico con elementos románticos. Se encuentrea en el Distrito Financiero entre las calles Congress, que lo separa del Penobscot, y de la Griswold, que lo separa del Guardian, a su vez diseñados por Rowland. Tiene 26 pisos y mide 111 metros, lo que lo convierte en el 19° edificio más alto de la ciudad.

## Historia
Se encuentra en el número 535 de la Griswold Street, cerca del antiguo curso del riachuelo Savoyard, que desembocaba en el río Detroit. En 1836, el riachuelo fue canalizado y se convirtió en una alcantarilla.
Fue diseñado por Rowland para la oficina Smith, Hinchman & Grylls, que nunca antes había emprendido un proyecto de esta magnitud. Su construcción comenzó en 1924 y terminó en 1925.  Desde el piso 5 hasta el 26 su planta tiene forma de cruz latina. Esto con el fin de que cada oficina tenga una ventana exterior.
Las esculturas arquitectónicas son obra de Corrado Parducci, que también es el autor de las que adornan las torres Fisher, David Stott y Penobscot. Fue el edificio más alto de la ciudad hasta que la Book Tower fue completada en 1926. El Club Savoyard ocupó el piso 27 hasta su cierre en 1994.
En 1998 el inmueble fue adquirido por Heico Cos por 34,5 millones de dólares y, en diciembre de 2017, por la promotora inmobiliaria Bedrock LLC.

## Galería

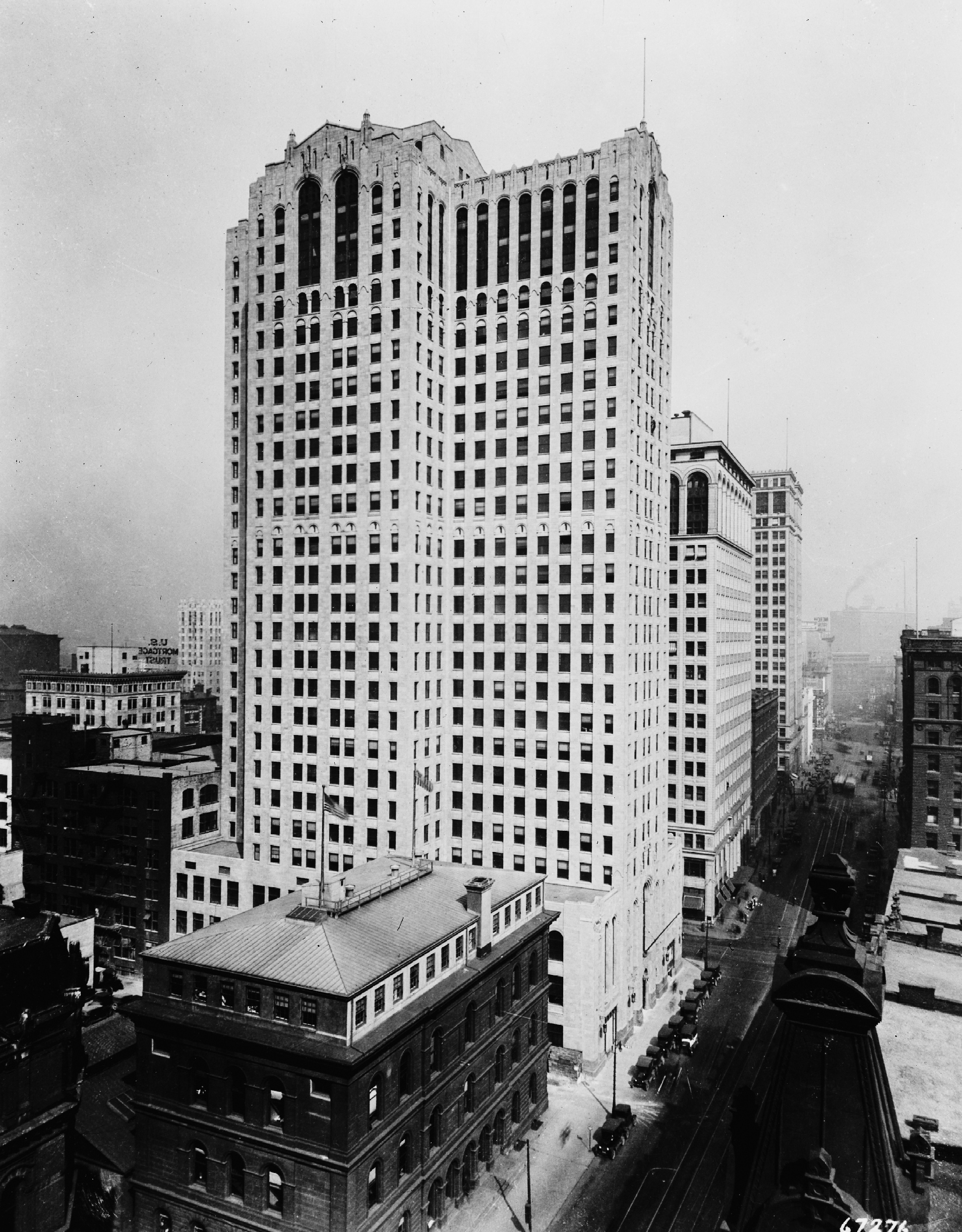
El Buhl Building en 1920
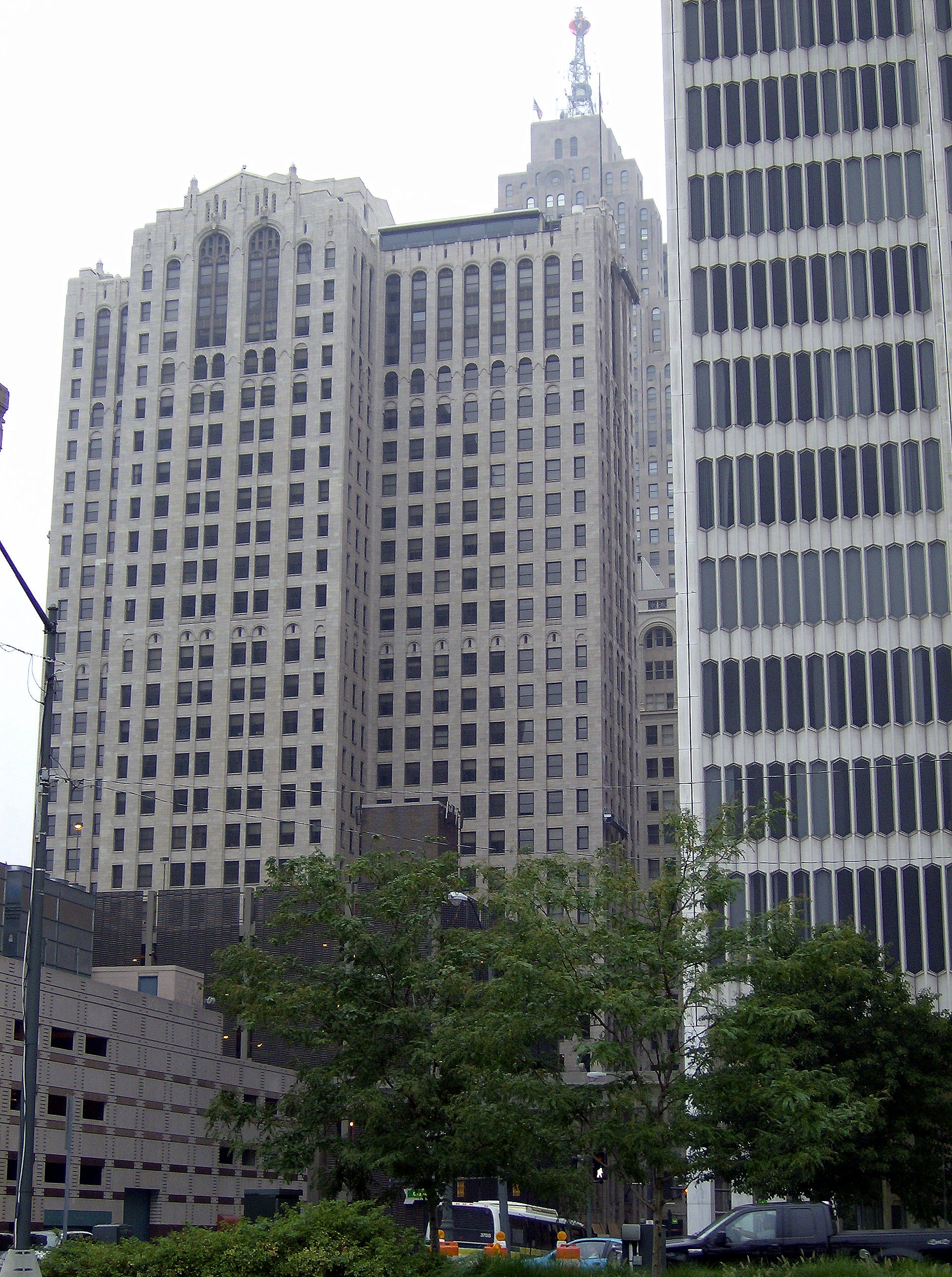
Con el One Woodward Avenue
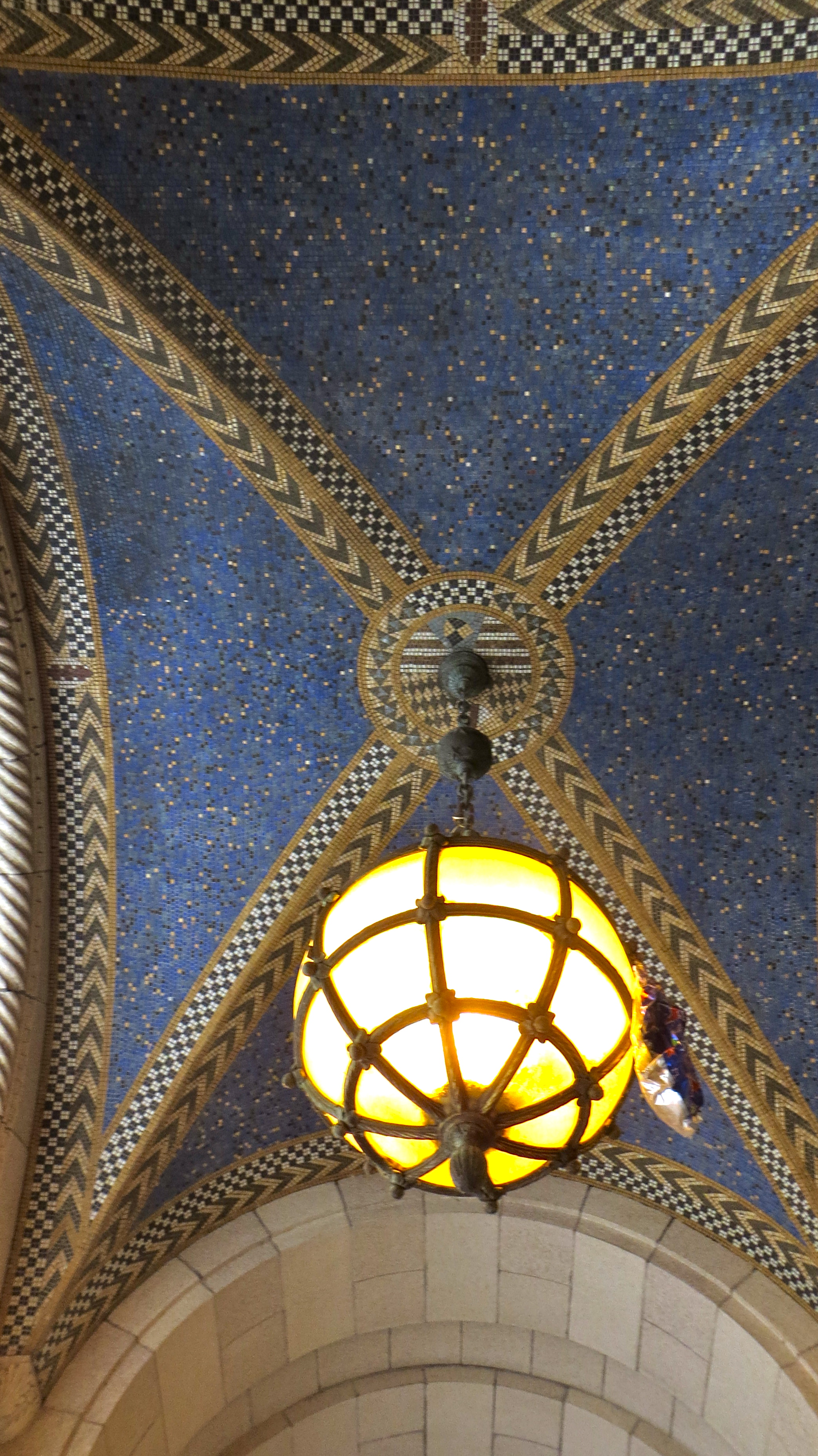
Mosaico en un arco interior
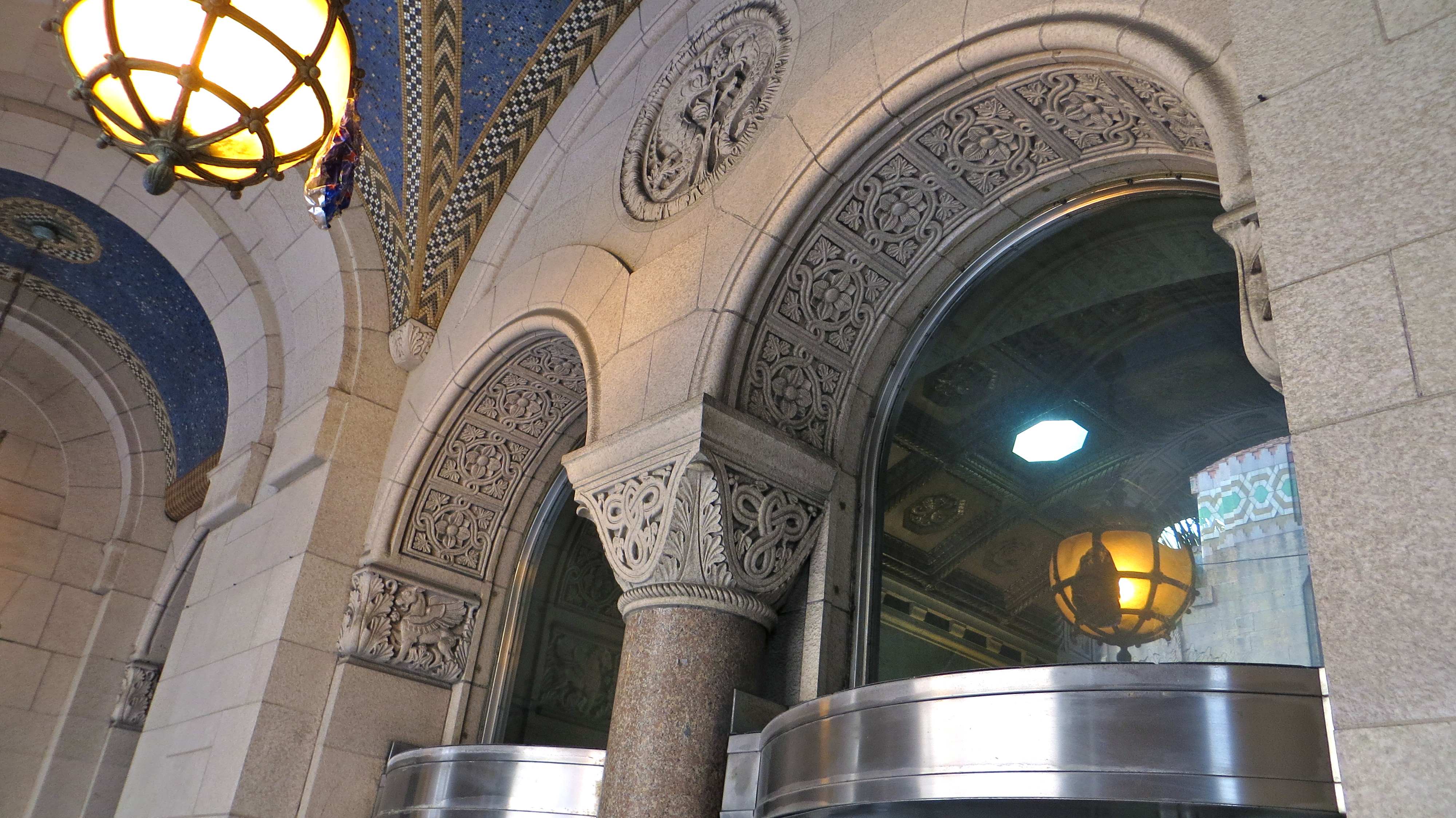
Relieves de Corrado Parducci